# 本庄早稲田国際リサーチパーク
公益財団法人本庄早稲田国際リサーチパーク（こうえきざいだんほうじんほんじょうわせだこくさいリサーチパーク）は、埼玉県本庄市西富田にある、埼玉県と本庄市、早稲田大学が共同で出捐して2002年に設立された公益財団法人。設立時の名称は財団法人本庄国際リサーチパーク研究推進機構であるが、2012年に公益財団法人に移行した際に現在の名称となった。
2020年に本庄早稲田の杜ミュージアムが開館した。

## 概要
この財団は本庄地方拠点都市地域において、次世代型地域づくりのモデル都市構築を志向し、国際的な科学技術革新を先導する産学官連携による学術研究都市づくりを進めるとともに、併せて、新産業・新技術の創出等による地域産業の振興や、企業・住民の研究・教育活動への支援などを通して、地域の発展に寄与することを目的としている。